# Aldgate East (Metropolitano de Londres)
Aldgate East é uma estação do Metrô de Londres na Whitechapel High Street em Whitechapel, em Londres, Inglaterra. Seu nome vem do distrito de Aldgate, na Cidade de Londres, a estação sendo situada a leste do distrito (e da Cidade). Fica na linha Hammersmith & City entre Liverpool Street e Whitechapel, e na linha District entre Tower Hill e Whitechapel, na Travelcard Zone 1.

## História

### Estação original
A estação Aldgate East original foi inaugurada em 6 de outubro de 1884 como parte de uma extensão oriental da District Railway (agora a linha District). Eram 500 pés (150 m) a oeste da estação atual, próximo à estação Aldgate da Metropolitan Railway. A ligação curva com a Ferrovia Metropolitana teve que ser particularmente acentuada devido à localização da estação Aldgate East.

### Estação recolocada
Como parte do New Works Programme de 1935–1940 do London Passenger Transport Board, a junção triangular em Aldgate foi ampliada para permitir uma curva muito mais suave e para garantir que os trens retidos em qualquer perna do triângulo não atrapalhassem nenhum sinal ou aponta em outro lugar. As novas plataformas Aldgate East foram localizadas quase imediatamente a leste de suas antecessoras, com uma saída voltada para oeste em direção ao local original e outra na extremidade leste das novas plataformas.
A nova estação foi inaugurada em 31 de outubro de 1938 e a estação anterior fechou permanentemente na noite anterior. Ele foi projetado para ser completamente subterrâneo, proporcionando uma passagem subterrânea de pedestres muito necessária para a estrada acima.
A fim de acomodar o espaço necessário para a passagem subterrânea, a via existente precisou ser rebaixada em mais de 2 m. Para cumprir esta tarefa, mantendo a via aberta durante o dia, o leito por baixo da via foi escavado e a via sustentada por uma estrutura de cavalete de madeira. Depois que a escavação foi concluída e a nova estação foi construída ao redor do local, um exército de mais de 900 trabalhadores baixou toda a via simultaneamente em uma noite, usando ganchos suspensos para suspender a via quando necessário. Os ganchos ainda permanecem.
A saída leste da nova estação estava agora perto o suficiente de St Mary's (Whitechapel Road), a próxima estação ao longo da linha, para que também pudesse ser fechada. Isso reduziu as despesas operacionais e os tempos de viagem porque o novo Aldgate East substituiu efetivamente duas outras estações.

## A estação hoje
A estação não possui edifícios de superfície. Um dossel foi construído na década de 2000 e em 2013-14, o arranha-céu Aldgate Tower foi construído acima dele. Desde março de  2022, quando houve um incêndio no prédio, a torre também continha apartamentos. Catracas de ingressos controlam o acesso a todas as plataformas.
Os trens das linhas District e Hammersmith & City vão para Aldgate East vindos de Liverpool Street e Tower Hill ao longo de dois lados do triângulo acima e passam pelo local da estação anterior, a maior parte da qual foi obliterada pelo alinhamento da junção atual, embora a extensa largura e altura e formato irregular do túnel podem ser observados.

### Melhorias na estação
A estação foi a primeira (e peça de exibição) da Metronet reformada em estilo 'patrimonial'. O trabalho começou no nível da plataforma em 2007. Em 9 de março de 2007, notou-se que todos os outros alvos da plataforma e sua placa "Way Out" de esmalte azul associada abaixo foram removidos em ambas as plataformas marcando o final da única estação subterrânea de 'Novas Obras'. Em 14 de março, todas as rodelas foram removidas e as placas temporárias substituídas. A entrada nordeste foi fechada de 10 de março de 2007 a 2009. Em 23 de maio de 2007, os ladrilhos foram removidos da plataforma leste e as paredes foram cimentadas grosseiramente, mas os ladrilhos permaneceram na plataforma oeste. A nova estrutura para iluminação e cabeamento foi instalada.

## Serviços e conexões

### Linha District
Esta é a frequência geral fora de pico. Durante os horários de pico, os trens também operam para Wimbledon . Fora dos horários de pico, 3 trens por hora de Wimbledon terminam em Barking (em dezembro de 2014).
- 6 tph no sentido leste para Barking[12][13]
- 6 tph no sentido oeste para Hammersmith[12][14]

### Linha Hammersmith & City
O serviço típico fora de pico em trens por hora (tph) é:
- 6 tph no sentido leste para Barking[15][13]
- 6 tph no sentido oeste para Hammersmith[15][14]

### Ônibus
As rotas 15, 25, 115, 135, 205, 242, 254 dos ônibus de Londres e as rotas noturnas N15, N25, N205, N253 e N550 atendem a estação.

## Atrações turísticas próximas
- Whitechapel Art Gallery
- Mercado de Petticoat Lane
- Brick Lane
- Mercado de Spitalfields
- Arte pública de Hamish Mackie de seis cavalos a galope